# Katie Shanahan
Katie Shanahan (* 25. Juni 2004 in Glasgow) ist eine britische Schwimmerin. Sie gewann bei Europameisterschaften bis 2024 je eine Silbermedaille auf der 50-Meter-Bahn und auf der 25-Meter-Bahn. Bei Commonwealth Games erschwamm sie zwei Bronzemedaillen.

## Sportliche Karriere
Katie Shanahan studierte 2024 an der University of Stirling, für deren Schwimmteam sie auch startet.
Bei den Junioreneuropameisterschaften 2019 wurde Shanahan Dritte über 400 Meter Lagen und Vierte über 200 Meter Lagen. Sie trat auch über 200 Meter Rücken an, dort erreichte sie als Vorlaufelfte nicht das Finale.
Im Mai 2021 verfehlte Shanahan bei den Europameisterschaften in Budapest auf beiden Lagenstrecken das Finale, über 200 Meter Rücken schwamm sie auf den sechsten Platz. Im Juli 2021 bei den Junioreneuropameisterschaften in Rom siegte Shanahan auf beiden Lagendistanzen und wurde auf beiden Rückendistanzen Zweite. Zudem gewann sie Bronze mit der Lagenstaffel. Eine dritte Silbermedaille erkämpfte sie mit der Mixed-Lagenstaffel. Ende 2021 bei den Kurzbahnweltmeisterschaften in Abu Dhabi belegte Shanahan den achten Platz über 400 Meter Lagen.
Von Ende Juli 2022 bis Anfang August wurden in Birmingham die Commonwealth Games ausgetragen. Über 400 Meter Lagen schlug Shanahan als Dritte hinter der Kanadierin Summer McIntosh und der Australierin Kiah Melverton an. Auf Melverton hatte Shanahan zweieinhalb Sekunden Rückstand und auf die viertplatzierte Engländerin Freya Colbert betrug ihr Vorsprung 0,43 Sekunden. Nachdem Shanahan Achte über 100 Meter Rücken geworden war, erreichte sie über 200 Meter Rücken das Ziel als Dritte hinter der Australierin Kaylee McKeown und der Kanadierin Kylie Masse. 0,18 Sekunden hinter Shanahan wurde die Australierin Minna Atherton Vierte. Über 200 Meter Lagen verfehlte Shanahan das Finale. In der 4-mal-100-Meter-Lagenstaffel traten nur sechs Mannschaften zum Finale an. Katie Shanahan belegte mit der schottischen Staffel den fünften Platz zehn Sekunden hinter den siegreichen Australierinnen, nur das Quartett aus Guernsey kam nach den Schottinnen ins Ziel. Eine Woche nach dem Ende der Commonwealth Games fanden dann in Rom die Europameisterschaften 2022 statt. Über 200 Meter Rücken gewann Shanahan zum Auftakt die Silbermedaille hinter der Italienerin Margherita Panziera und vor der Ungarin Dóra Molnár. Über 400 Meter Lagen schlug Shanahan als Siebte an und über 200 Meter Lagen wurde sie Vierte.
Bei den Weltmeisterschaften 2023 verfehlte Shanahan als 14. des Halbfinales den Finaleinzug. Über 200 Meter Rücken wurde sie Vierte und über 400 Meter Lagen erreichte sie den siebten Platz. Ende 2023 bei den Kurzbahneuropameisterschaften in Otopeni erschwamm Shanahan die Silbermedaille hinter ihrer britischen Mannschaftskameradin Medi Harris. Über 200 Meter Lagen schlug Shanahan als Vierte 0,34 Sekunden hinter der drittplatzierten Österreicherin Lena Kreundl an. Bei den Olympischen Spielen 2024 in Paris erreichte Shanahan das Finale über 400 Meter Lagen und belegte den siebten Platz, sie war damit hinter Freya Colbert zweitbeste Europäerin. Über 200 Meter Rücken schlug Shanahan als Fünfte an und war beste Europäerin.